# Al-Ra'ed Saudi Club
L'Al-Ra'ed Saudi Club (in arabo نادي الرائد‎?, Nādī ar-Rāʾid, "Club dei pionieri") è una società calcistica saudita di Burayda, la più antica della provincia di al-Qasim. Milita nella Lega saudita professionistica, la massima serie del campionato saudita di calcio.

## Storia
Fondato nel 1954 da alcuni appassionati guidati da Abdulaziz Al-Obodi, il club ebbe per la prima volta accesso agli spareggi per la promozione nella massima serie nazionale nel 1980-1981. Nel 1986 fu la prima squadra dalla provincia di al-Qasim a ottenere la promozione nella massima serie. Centrò nuovamente la promozione in massima divisione nelle annate 1989, 1992, 1998, 2002 e 2007. La squadra iuniores (Senyhassad) ha raggiunto la massima divisione giovanile saudita nel 1999 e nel 2003.
Nella stagione 2012-2013 raggiunge la semifinale della Coppa del Principe della Corona saudita.
Nella stagione 2024-2025 raggiunge per la prima volta nella sua storia la semifinale di Coppa del Re dei Campioni.

## Palmarès

### Competizioni nazionali
- Campionato saudita di seconda divisione: 2

1991-1992, 2007-2008

## Rosa 2024-2025
| N. |                           | Ruolo | Calciatore              |
| -- | ------------------------- | ----- | ----------------------- |
| 1  | Portogallo (bandiera)     | P     | André Moreira           |
| 3  | Arabia Saudita (bandiera) | A     | Saud Al-Dosari          |
| 4  | Arabia Saudita (bandiera) | D     | Abdullah Hazazi         |
| 7  | Algeria (bandiera)        | C     | Amir Sayoud             |
| 8  | Norvegia (bandiera)       | C     | Mathias Normann         |
| 9  | Arabia Saudita (bandiera) | A     | Raed Al-Ghamdi          |
| 10 | Marocco (bandiera)        | C     | Mohammed Fouzair        |
| 11 | Marocco (bandiera)        | A     | Karim El Berkaoui       |
| 13 | Arabia Saudita (bandiera) | C     | Yahya Al-Shehri         |
| 14 | Arabia Saudita (bandiera) | C     | Mansour Al-Bishi        |
| 16 | Arabia Saudita (bandiera) | C     | Abdulaziz Al-Jebreen    |
| 17 | Algeria (bandiera)        | C     | Mehdi Abeid             |
| 19 | Arabia Saudita (bandiera) | D     | Abdullah Al-Fahad       |
| 20 | Arabia Saudita (bandiera) | D     | Abdulsalam Al-Shereaf   |
| 21 | Arabia Saudita (bandiera) | D     | Aqel Al-Sahbi           |
| 23 | Arabia Saudita (bandiera) | C     | Abdullah Yahya Maghrahi |

| N. |                           | Ruolo | Calciatore             |
| -- | ------------------------- | ----- | ---------------------- |
| 27 | Arabia Saudita (bandiera) | C     | Awadh Khamis           |
| 29 | Arabia Saudita (bandiera) | C     | Mohammad Al-Subaie     |
| 30 | Algeria (bandiera)        | P     | Azzedine Doukha        |
| 31 | Arabia Saudita (bandiera) | D     | Mansoor Al-Harbi       |
| 32 | Arabia Saudita (bandiera) | D     | Mohammed Al-Naser      |
| 33 | Arabia Saudita (bandiera) | D     | Husein Al-Shuwaish     |
| 40 | Arabia Saudita (bandiera) | D     | Muteb Al-Mutlaq        |
| 44 | Arabia Saudita (bandiera) | C     | Sultan Al-Farhan       |
| 47 | Arabia Saudita (bandiera) | C     | Ahmad Al-Zaein         |
| 49 | Arabia Saudita (bandiera) | C     | Sultan Al-Sawadi       |
| 70 | Arabia Saudita (bandiera) | C     | Hussain Al Nakhli      |
| 74 | Arabia Saudita (bandiera) | C     | Abdulmohsen Al-Qahtani |
| 94 | Arabia Saudita (bandiera) | D     | Mubarak Al-Rajeh       |

## Rosa 2023-2024
| N. |                           | Ruolo | Calciatore              |
| -- | ------------------------- | ----- | ----------------------- |
| 1  | Portogallo (bandiera)     | P     | André Moreira           |
| 2  | Arabia Saudita (bandiera) | D     | Bander Whaeshi          |
| 3  | Arabia Saudita (bandiera) | A     | Saud Al-Dosari          |
| 6  | Arabia Saudita (bandiera) | C     | Abdullah Yahya Maghrahi |
| 7  | Algeria (bandiera)        | C     | Amir Sayoud             |
| 8  | Norvegia (bandiera)       | C     | Mathias Normann         |
| 10 | Marocco (bandiera)        | C     | Mohammed Fouzair        |
| 11 | Marocco (bandiera)        | A     | Karim El Berkaoui       |
| 13 | Arabia Saudita (bandiera) | C     | Yahya Al-Shehri         |
| 14 | Arabia Saudita (bandiera) | C     | Mansour Al-Bishi        |
| 16 | Arabia Saudita (bandiera) | C     | Abdulaziz Al-Jebreen    |
| 19 | Arabia Saudita (bandiera) | D     | Abdullah Al-Fahad       |
| 20 | Arabia Saudita (bandiera) | D     | Abdulsalam Al-Shereaf   |
| 21 | Arabia Saudita (bandiera) | D     | Aqel Al-Sahbi           |

| N. |                           | Ruolo | Calciatore              |
| -- | ------------------------- | ----- | ----------------------- |
| 23 | Arabia Saudita (bandiera) | C     | Abdullah Yahya Maghrahi |
| 27 | Arabia Saudita (bandiera) | C     | Awadh Khamis            |
| 29 | Arabia Saudita (bandiera) | C     | Mohammad Al-Subaie      |
| 30 | Algeria (bandiera)        | P     | Azzedine Doukha         |
| 31 | Arabia Saudita (bandiera) | D     | Mansoor Al-Harbi        |
| 32 | Arabia Saudita (bandiera) | D     | Mohammed Al-Naser       |
| 33 | Arabia Saudita (bandiera) | D     | Husein Al-Shuwaish      |
| 40 | Arabia Saudita (bandiera) | D     | Muteb Al-Mutlaq         |
| 44 | Arabia Saudita (bandiera) | C     | Sultan Al-Farhan        |
| 47 | Arabia Saudita (bandiera) | C     | Ahmad Al-Zaein          |
| 49 | Arabia Saudita (bandiera) | C     | Sultan Al-Sawadi        |
| 70 | Arabia Saudita (bandiera) | C     | Hussain Al Nakhli       |
| 74 | Arabia Saudita (bandiera) | C     | Abdulmohsen Al-Qahtani  |
| 94 | Arabia Saudita (bandiera) | D     | Mubarak Al-Rajeh        |

## Rosa 2022-2023
| N. |                           | Ruolo | Calciatore              |
| -- | ------------------------- | ----- | ----------------------- |
| 2  | Arabia Saudita (bandiera) | D     | Fahad Al-Suyayfy        |
| 4  | Arabia Saudita (bandiera) | D     | Yahya Al-Muslem         |
| 6  | Arabia Saudita (bandiera) | C     | Yahya Otain             |
| 7  | Marocco (bandiera)        | C     | Jalal Daoudi            |
| 8  | Norvegia (bandiera)       | C     | Mathias Normann         |
| 10 | Marocco (bandiera)        | C     | Mohammed Fouzair        |
| 11 | Marocco (bandiera)        | A     | Karim El Berkaoui       |
| 13 | Arabia Saudita (bandiera) | C     | Yahya Al-Shehri         |
| 14 | Arabia Saudita (bandiera) | C     | Abdullah Al-Mogren      |
| 15 | Arabia Saudita (bandiera) | C     | Jaber Issa              |
| 16 | Senegal (bandiera)        | C     | Loum N'Diaye            |
| 19 | Arabia Saudita (bandiera) | D     | Abdullah Al-Fahad       |
| 20 | Arabia Saudita (bandiera) | D     | Abdulsalam Al-Shereaf   |
| 21 | Arabia Saudita (bandiera) | D     | Aqel Al-Sahbi           |
| 23 | Arabia Saudita (bandiera) | C     | Abdullah Yahya Maghrahi |

| N. |                           | Ruolo | Calciatore             |
| -- | ------------------------- | ----- | ---------------------- |
| 27 | Arabia Saudita (bandiera) | C     | Awadh Khamis           |
| 29 | Arabia Saudita (bandiera) | C     | Mohammad Al-Subaie     |
| 30 | Algeria (bandiera)        | P     | Azzedine Doukha        |
| 31 | Arabia Saudita (bandiera) | D     | Mansoor Al-Harbi       |
| 32 | Arabia Saudita (bandiera) | D     | Mohammed Al-Naser      |
| 33 | Arabia Saudita (bandiera) | D     | Husein Al-Shuwaish     |
| 40 | Arabia Saudita (bandiera) | D     | Muteb Al-Mutlaq        |
| 44 | Arabia Saudita (bandiera) | C     | Sultan Al-Farhan       |
| 47 | Arabia Saudita (bandiera) | C     | Ahmad Al-Zaein         |
| 49 | Arabia Saudita (bandiera) | C     | Sultan Al-Sawadi       |
| 70 | Arabia Saudita (bandiera) | C     | Hussain Al Nakhli      |
| 74 | Arabia Saudita (bandiera) | C     | Abdulmohsen Al-Qahtani |
| 94 | Arabia Saudita (bandiera) | D     | Mubarak Al-Rajeh       |

## Rosa 2021-2022
| N. |                           | Ruolo | Calciatore              |
| -- | ------------------------- | ----- | ----------------------- |
| 4  | Arabia Saudita (bandiera) | D     | Yahya Al-Muslem         |
| 6  | Arabia Saudita (bandiera) | C     | Yahya Otain             |
| 7  | Marocco (bandiera)        | C     | Jalal Daoudi            |
| 8  | Camerun (bandiera)        | C     | Arnaud Djoum            |
| 10 | Marocco (bandiera)        | C     | Mohammed Fouzair        |
| 11 | Marocco (bandiera)        | A     | Karim El Berkaoui       |
| 13 | Arabia Saudita (bandiera) | C     | Yahya Al-Shehri         |
| 14 | Arabia Saudita (bandiera) | C     | Abdullah Al-Mogren      |
| 15 | Arabia Saudita (bandiera) | C     | Jaber Issa              |
| 19 | Arabia Saudita (bandiera) | D     | Abdullah Al-Fahad       |
| 20 | Arabia Saudita (bandiera) | D     | Abdulsalam Al-Shereaf   |
| 21 | Arabia Saudita (bandiera) | D     | Mohammed Reman          |
| 23 | Arabia Saudita (bandiera) | C     | Abdullah Yahya Maghrahi |
| 27 | Arabia Saudita (bandiera) | C     | Awadh Khamis            |
| 29 | Arabia Saudita (bandiera) | C     | Mohammad Al-Subaie      |
| 30 | Algeria (bandiera)        | P     | Azzedine Doukha         |

| N. |                           | Ruolo | Calciatore         |
| -- | ------------------------- | ----- | ------------------ |
| 31 | Arabia Saudita (bandiera) | D     | Mansoor Al-Harbi   |
| 32 | Arabia Saudita (bandiera) | D     | Mohammed Al-Naser  |
| 33 | Arabia Saudita (bandiera) | D     | Husein Al-Shuwaish |
| 40 | Arabia Saudita (bandiera) | D     | Muteb Al-Mutlaq    |
| 44 | Arabia Saudita (bandiera) | C     | Sultan Al-Farhan   |
| 47 | Arabia Saudita (bandiera) | C     | Ahmad Al-Zaein     |
| 49 | Arabia Saudita (bandiera) | C     | Sultan Al-Sawadi   |
| 70 | Arabia Saudita (bandiera) | C     | Hussain Al Nakhli  |
| 73 | Portogallo (bandiera)     | A     | Éder               |
| 91 | Arabia Saudita (bandiera) | P     | Ahmed Al-Ghamdi    |
| 93 | Cile (bandiera)           | A     | Ronnie Fernández   |
|    | Romania (bandiera)        | A     | Alexandru Mitriță  |
|    | Croazia (bandiera)        | C     | Damjan Đoković     |
|    | Arabia Saudita (bandiera) | D     | Aqel Al-Sahbi      |
|    | Arabia Saudita (bandiera) | C     | Mansoor Al-Bishi   |

## Rosa 2020-2021
| N. |                           | Ruolo | Calciatore              |
| -- | ------------------------- | ----- | ----------------------- |
| 4  | Arabia Saudita (bandiera) | D     | Yahya Al-Muslem         |
| 6  | Arabia Saudita (bandiera) | C     | Yahya Otain             |
| 7  | Marocco (bandiera)        | C     | Jalal Daoudi            |
| 8  | Camerun (bandiera)        | C     | Arnaud Djoum            |
| 10 | Marocco (bandiera)        | C     | Mohammed Fouzair        |
| 11 | Marocco (bandiera)        | A     | Karim El Berkaoui       |
| 13 | Arabia Saudita (bandiera) | C     | Yahya Al-Shehri         |
| 14 | Arabia Saudita (bandiera) | C     | Abdullah Al-Mogren      |
| 15 | Arabia Saudita (bandiera) | C     | Jaber Issa              |
| 19 | Arabia Saudita (bandiera) | D     | Abdullah Al-Fahad       |
| 20 | Arabia Saudita (bandiera) | D     | Abdulsalam Al-Shereaf   |
| 21 | Arabia Saudita (bandiera) | D     | Mohammed Reman          |
| 23 | Arabia Saudita (bandiera) | C     | Abdullah Yahya Maghrahi |
| 27 | Arabia Saudita (bandiera) | C     | Awadh Khamis            |
| 29 | Arabia Saudita (bandiera) | C     | Mohammad Al-Subaie      |
| 30 | Algeria (bandiera)        | P     | Azzedine Doukha         |

| N. |                           | Ruolo | Calciatore         |
| -- | ------------------------- | ----- | ------------------ |
| 31 | Arabia Saudita (bandiera) | D     | Mansoor Al-Harbi   |
| 32 | Arabia Saudita (bandiera) | D     | Mohammed Al-Naser  |
| 33 | Arabia Saudita (bandiera) | D     | Husein Al-Shuwaish |
| 40 | Arabia Saudita (bandiera) | D     | Muteb Al-Mutlaq    |
| 44 | Arabia Saudita (bandiera) | C     | Sultan Al-Farhan   |
| 47 | Arabia Saudita (bandiera) | C     | Ahmad Al-Zaein     |
| 49 | Arabia Saudita (bandiera) | C     | Sultan Al-Sawadi   |
| 70 | Arabia Saudita (bandiera) | C     | Hussain Al Nakhli  |
| 73 | Portogallo (bandiera)     | A     | Éder               |
| 91 | Arabia Saudita (bandiera) | P     | Ahmed Al-Ghamdi    |
| 93 | Cile (bandiera)           | A     | Ronnie Fernández   |
|    | Romania (bandiera)        | A     | Alexandru Mitriță  |
|    | Croazia (bandiera)        | C     | Damjan Đoković     |
|    | Arabia Saudita (bandiera) | D     | Aqel Al-Sahbi      |
|    | Arabia Saudita (bandiera) | C     | Mansoor Al-Bishi   |

## Rosa 2019-2020
| N. |                           | Ruolo | Calciatore              |
| -- | ------------------------- | ----- | ----------------------- |
| 2  | Arabia Saudita (bandiera) | D     | Mohammed Al-Amri        |
| 4  | Arabia Saudita (bandiera) | D     | Yahya Al-Muslem         |
| 5  | Arabia Saudita (bandiera) | D     | Mohammed Al-Shoraimi    |
| 6  | Arabia Saudita (bandiera) | C     | Yahya Otain             |
| 7  | Marocco (bandiera)        | C     | Jalal Daoudi            |
| 8  | Camerun (bandiera)        | C     | Arnaud Djoum            |
| 9  | Arabia Saudita (bandiera) | A     | Raed Al-Ghamdi          |
| 11 | Colombia (bandiera)       | A     | Marco Pérez             |
| 18 | Siria (bandiera)          | C     | Jehad Al Hussain        |
| 19 | Arabia Saudita (bandiera) | D     | Abdullah Al-Fahad       |
| 20 | Arabia Saudita (bandiera) | D     | Abdulsalam Al-Shereaf   |
| 21 | Arabia Saudita (bandiera) | D     | Mohammed Reman          |
| 22 | Arabia Saudita (bandiera) | P     | Ahmad Al-Rehaili        |
| 23 | Arabia Saudita (bandiera) | C     | Abdullah Yahya Maghrahi |
| 24 | Arabia Saudita (bandiera) | D     | Sultan Al-Yami          |

| N. |                           | Ruolo | Calciatore          |
| -- | ------------------------- | ----- | ------------------- |
| 30 | Algeria (bandiera)        | P     | Azzedine Doukha     |
| 31 | Marocco (bandiera)        | C     | Mohammed Fouzair    |
| 32 | Arabia Saudita (bandiera) | D     | Mohammed Al-Naser   |
| 33 | Arabia Saudita (bandiera) | D     | Husein Al-Shuwaish  |
| 34 | Arabia Saudita (bandiera) | D     | Adnan Al-Salman     |
| 40 | Arabia Saudita (bandiera) | D     | Muteb Al-Mutlaq     |
| 44 | Arabia Saudita (bandiera) | C     | Sultan Al-Farhan    |
| 47 | Arabia Saudita (bandiera) | C     | Ahmad Al-Zaein      |
| 49 | Arabia Saudita (bandiera) | C     | Sultan Al-Sawadi    |
| 91 | Arabia Saudita (bandiera) | P     | Ahmed Al-Ghamdi     |
| 92 | Colombia (bandiera)       | D     | Ezequiel Palomeque  |
|    | Arabia Saudita (bandiera) | P     | Khaled Al-Muqaitib  |
|    | Arabia Saudita (bandiera) | D     | Faisal Al-Darsi     |
|    | Arabia Saudita (bandiera) | D     | Omar Hamad Al-Aowda |

## Rosa 2016-2017
| N. |                           | Ruolo | Calciatore         |
| -- | ------------------------- | ----- | ------------------ |
| 1  | Arabia Saudita (bandiera) | P     | Ahmed Al-Mushawah  |
| 2  | Arabia Saudita (bandiera) | D     | Mohammed Al-Amri   |
| 3  | Guinea (bandiera)         | A     | Ismaël Bangoura    |
| 5  | Brasile (bandiera)        | D     | Adriano Alves      |
| 6  | Arabia Saudita (bandiera) | C     | Sultan Al-Sherif   |
| 7  | Arabia Saudita (bandiera) | C     | Abdulrahim Jaizawi |
| 9  | Arabia Saudita (bandiera) | A     | Yousef Al-Mutairi  |
| 11 | Arabia Saudita (bandiera) | C     | Saleh Al-Shehri    |
| 15 | Arabia Saudita (bandiera) | A     | Faris Alayaf       |
| 17 | Arabia Saudita (bandiera) | D     | Mohammed Al-Qarni  |
| 18 | Arabia Saudita (bandiera) | C     | Mohammed Al-Harbi  |
| 20 | Brasile (bandiera)        | C     | Wander Luiz        |
| 21 | Arabia Saudita (bandiera) | C     | Badr Al-Sulaitin   |

| N. |                           | Ruolo | Calciatore          |
| -- | ------------------------- | ----- | ------------------- |
| 23 | Arabia Saudita (bandiera) | D     | Saleh Al-Shuqairan  |
| 24 | Arabia Saudita (bandiera) | D     | Sultan Al-Yami      |
| 27 | Arabia Saudita (bandiera) | P     | Khaled Al-Muqaitib  |
| 33 | Arabia Saudita (bandiera) | D     | Hussain Al-Showaish |
| 36 | Arabia Saudita (bandiera) | P     | Abdullah Al-Zahrani |
| 77 | Arabia Saudita (bandiera) | D     | Ahmed Al-Habib      |
| 80 | Brasile (bandiera)        | C     | Daniel Amora        |
| 90 | Arabia Saudita (bandiera) | C     | Talal Al-Shamali    |
| 98 | Arabia Saudita (bandiera) | D     | Muhannad Al-Qidhi   |
| 99 | Arabia Saudita (bandiera) | A     | Ali Khormi          |
| -  | Arabia Saudita (bandiera) | D     | Yahya Al-Musalem    |
| -  | Arabia Saudita (bandiera) | C     | Ibrahim Al-Shahwan  |
|    | Belgio (bandiera)         | A     | Yassine El Ghanassy |

## Rosa 2015-2016
Aggiornata al 1º luglio 2015.
| N. |                           | Ruolo | Calciatore            |
| -- | ------------------------- | ----- | --------------------- |
| 1  | Arabia Saudita (bandiera) | P     | Ahmed Al-Mushawah     |
| 2  | Arabia Saudita (bandiera) | D     | Abdulsalam Al-Shereaf |
| 3  | Arabia Saudita (bandiera) | C     | Majed Versani         |
| 5  | Arabia Saudita (bandiera) | D     | Fahad Naji            |
| 6  | Arabia Saudita (bandiera) | D     | Ibrahim Madkhali      |
| 7  | Arabia Saudita (bandiera) | A     | Salman Al-Sibyani     |
| 10 | Arabia Saudita (bandiera) | C     | Meshal Al-Enazi       |
| 11 | Arabia Saudita (bandiera) | C     | Abdulmoasen Al-Siri   |
| 14 | Arabia Saudita (bandiera) | C     | Mosa Al-Oufi          |
| 15 | Arabia Saudita (bandiera) | A     | Faris Alayaf          |
| 16 | Arabia Saudita (bandiera) | A     | Mohammed Al-Debaib    |
| 19 | Arabia Saudita (bandiera) | D     | Anas Bani Yassen      |
| 21 | Arabia Saudita (bandiera) | D     | Saeed Al-Issa         |
| 22 | Siria (bandiera)          | A     | Salman Al-Hariri      |

| N. |                           | Ruolo | Calciatore             |
| -- | ------------------------- | ----- | ---------------------- |
| 23 | Arabia Saudita (bandiera) | C     | Abdullah Al-Harbi      |
| 25 | Marocco (bandiera)        | A     | Hassan Tir             |
| 26 | Arabia Saudita (bandiera) | D     | Hadi Yahya             |
| 28 | Arabia Saudita (bandiera) | P     | Ahmed Al-Kassar        |
| 31 | Arabia Saudita (bandiera) | D     | Abdulrahman Al-Shereaf |
| 32 | Arabia Saudita (bandiera) | A     | Fahad Al-Johani        |
| 33 | Cambogia (bandiera)       | C     | Alexis Mendomo         |
| 37 | Arabia Saudita (bandiera) | C     | Tareg Alkabe           |
| 48 | Arabia Saudita (bandiera) | C     | Ayman Fadel            |
| 50 | Arabia Saudita (bandiera) | D     | Sultan Al-Kaabi        |
| 66 | Arabia Saudita (bandiera) | D     | Yasser Al-Mutairi      |
| 99 | Arabia Saudita (bandiera) | A     | Maher Hawsawi          |
| -  | Guinea (bandiera)         | D     | Kamil Zayatte          |

## Allenatori
- China (1998–99)
- Marco Cunha (2000)
- Senad Kreso (2001)
- Viorel Kraus (2003–04)
- Lucho Nizzo (1 luglio 2010 – 1 dicembre 2010)
- Eurico Gomes (12 dicembre 2010 – 16 ottobre 2011)
- Ammar Souayah (30 ottobre 2011 – 3 febbraio 2013)
- Vlatko Kostov (4 febbraio 2013 – 27 giugno 2013)
- Noureddine Zekri (1 luglio 2013 – febbraio 2014)
- Marc Brys (25 febbraio 2014 – giugno 2015)
- Abdelkader Amrani (giugno 2015 – 28 agosto 2015)
- Takīs Lemonīs (3 settembre 2015 – 1 febbraio 2016)
- Aleksandar Ilić (5 febbraio 2016 – 17 giugno 2016)
- Nacif Beyaoui (17 giugno 2016 – )